# Alfred Scokaert
Alfred Alphonse Albéric Scokaert (Frameries, 9 april 1921 - Nijvel, 21 augustus 2001) was een Belgische politicus en burgemeester voor de PSB.

## Levensloop
Scokaert was licentiaat in de economische en financiële wetenschappen en scheikundig ingenieur. Hij werd vakbondssecretaris.
Van 1961 tot 1965 en van 1969 tot 1971 zetelde Scokaert als provinciaal senator voor Brabant in de Senat.. In 1965 werd hij toegevoegd als Minister-staatssecretaris en adjunct van toenmalig Minister van Financiën Gaston Eyskens in de Regering-Harmel I, een mandaat dat hij uitoefende van 28 juli 1965 tot 19 maart 1966. Van 1971 tot 1979 zetelde hij vervolgens in de Kamer van volksvertegenwoordigers namens het arrondissement Nijvel. In 1979 nam hij wegens gezondheidsredenen ontslag als parlementair.
Op 11 maart 1971 deed hij zijn intrede in het Europees Parlement als opvolger van Fernand Dehousse die minister werd in de Regering-G. Eyskens IV ter vervanging van de overleden Freddy Terwagne. Scokaert oefende dit mandaat uit tot in 1972. In 1973 werd hij Burgemeester van Nijvel, een mandaat dat hij bekleedde tot 1976.
Daarnaast was hij quæstor in de Kamer van volksvertegenwoordigers.